# Pseudolueheia pittae
Pseudolueheia pittae är en hakmaskart som beskrevs av Schmidt och Kuntz 1967. Pseudolueheia pittae ingår i släktet Pseudolueheia och familjen Plagiorhynchidae. Inga underarter finns listade i Catalogue of Life.